# Anfiteatro Gualeguaychú
El anfiteatro municipal de Gualeguaychú, también conocido como costanera del tiempo, es un escenario al aire libre ubicado en la ciudad de Gualeguaychú, Entre Ríos. 

## Historia
La construcción del anfiteatro fue durante la intendencia de Yrigoyen, Daniel (1995 - 1999).
Las intenciones eran claras, quería un lugar donde los pequeños grupos localistas puedan mostrarse a la ciudad y tener un lugar para recibir a los artistas. 
En un comienzo no se contaba con baños donde se pudieran cambiar los artistas o pueda asistir el público (aun conocida como costanera sur) 
Se llevaron con el tiempo muchos eventos sociales como; fiestas patrias, actividades por ONG o por la misma comunidad, actos escolares, capacitaciones, entre otras actividades. 
El Anfiteatro tiene una capacidad aproximadamente para 2700 personas, que para la población del momento se adaptaba, sin embargo, en la actualidad (15/06/2022) los eventos ya mencionados se realizan en otros lugares públicos porque la capacidad es muy poca.
Se pensó en un futuro la adaptación del Anfiteatro Gualeguaychú en agrandar la infraestructura, pero hasta la actualidad se llevó a cabo un trabajo de "embellecimiento" de los lugares públicos donde se realizó otras reformas en los alrededores del lugar como:
- Baños
- Juegos para niños
- Juegos aeróbicos
- Pista de skate
- Playón deportivo
- Portal de bienvenida
- Nuevo puente
- Vereda costera

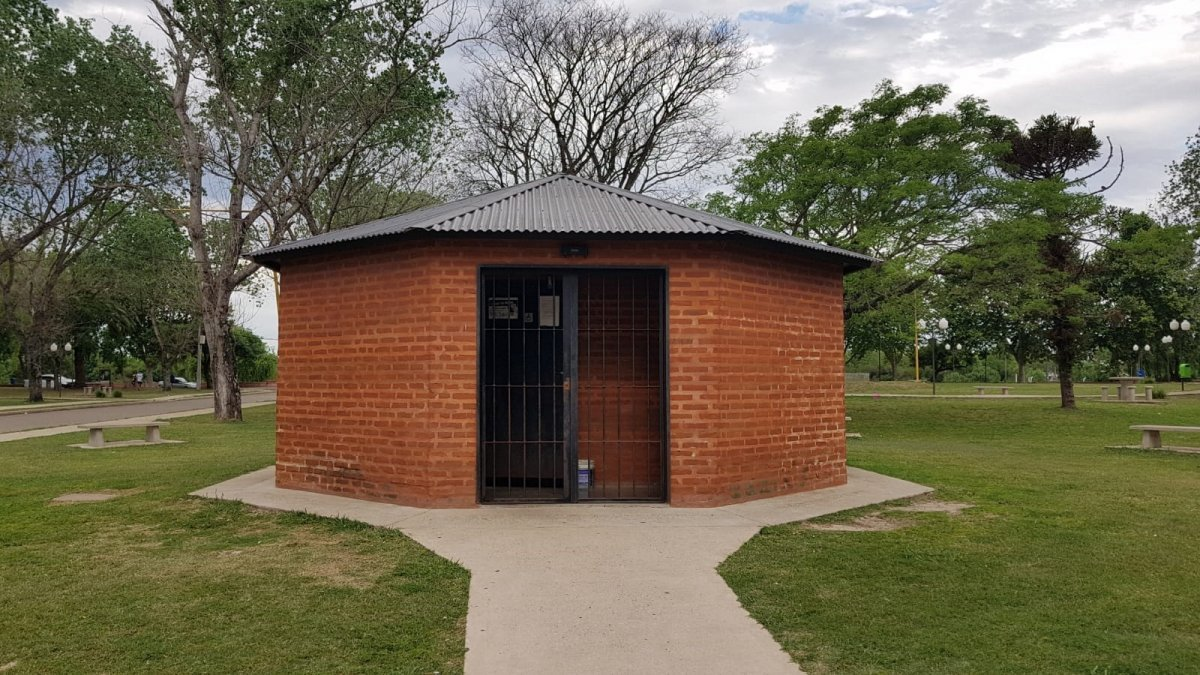
nuevos baños en zona del anfiteatro

- 20 conjuntos de mesas de cemento de 90×90 cm con taburetes de cemento con piso de hormigón armado
- 30 bancos de cemento de 1,60 mts. con patas de cemento con anclaje a tierra con hormigón armado
- 30 bancos de hierro y madera con anclaje a tierra en hormigón armado
- 1500 metros cuadrados de veredas de hormigón armado con detalles madera
- Mejoras en el Centro cultural Gualeguaychú
- Corneta gigante
- Península: mesas y taburetes, columna de alumbrado, parquización, detalles
- Adoquines en calle Belisario Roldán
- Pavimento articulado y cordones en calles José Ingenieros y Mitre
- Cartelería: indicando sentido de todas las calles, puntos de interés
- Nomencladores con nombre de calles y sentidos de circulación
- Estacionamiento al río: colocación de cordonetas, parquización, cartelería estacionamiento.
- Parquización sector piedras: colocación de plantas y flores sectores
- Rotonda Güemes – 3 de febrero: parquización, colocación de palmeras, carteles, reflectivos, cordón central, etc.
- Zona baja costera: limpieza de sector bajo
- Reparaciones generales y parquización

El lugar actualmente es utilizado como un parque para uso familiar o desarrollar alguna actividad al aire libre, en temporadas de verano se puede apreciar algún que otro domingo la presentación de bandas locales o al finalizar el ciclo electivo es utilizado para la colación de los egresados de instituciones de la ciudad.
Ubicacion
https://goo.gl/maps/XaQaVUCqDoNVVJY38